# SmartBOX
SmartBOX é um sistema criado pela SmartBOX do Brasil Ltda. para atender a Empresas que necessitem de soluções de segurança de rede eficientes a um custo baixo.
O projeto SmartBOX foi recentemente renomeado para SmartOS.
Uma mudança de objetivos levou a empresa a descontinuar o domínio smartbox.com.br e buscar uma opção mais "única", pois o nome SmartBOX levava a inúmeros outros sites e empresas não relacionadas com o projeto.
O sistema desenvolvido então para ser executado nos appliances foi renomeado para SmartOS, e o novo website relacionado ao projeto passa a ser http://www.smartos.com.br/ ou http://www.smartos.net.br/
As funcionalidades do sistema permaneces as mesmas, e a Empresa está agora trabalhando na nova versão do produto, que deve ser lançada na segunda metade de 2010.